# 구제중학교
구제중학교(중국어: 舊制中學校, 일본어: 旧制中学校)는 2차대전 패망전까지 일본 본토와 조선등의 국외 통치지역에 설치됐던 정규 인문계 중등교육기관이다. 남자만을 대상으로 하였으며, 여자 학교는 고등여학교라 불렀다. 수업연한은 해방 이전까진 5년이다.
조선에서는 일본인용 학교는 중학교, 조선인용 학교는 고등보통학교(高等普通學校)로 차별하여 불렀다. 이 구분은 1938년 제도 통합으로 보통학교는 심상소학교, 고등보통학교는 (구제)중학교로 개칭되며 사라졌다.

## 일본의 구제중학교
1886년(메이지 19년) 처음 공포된 중학교령에 근거하여 각 도·부·현에 적어도 1교 이상이라는 규정 하에 설립되어 후기 중등 교육을 실시하였다. 입학 자격은 심상소학교 졸업자로 수업 연한은 5년제였다. 다만 구제 중학교는 엘리트의 등용문으로서 여겨져 고위층이 아닌 일반인의 진학률은 매우 낮았다.
1918년 고등학교령 개정에 따라 구제 중학교(5년제)의 4학년은 졸업을 기다리지 않고 상급 학교인 구제 고등교육기관(구제 고등학교, 대학 예과, 고등사범학교, 구제 전문학교, 육군사관학교 등)에 진학할 수 있었는데, 이를 4수(四修)라 하였다. 한편 구제 중학교 2년 수료자는 사범학교에 진학할 수 있었다.
종전 이후 1947년 학제 개혁에 의해 폐지되고 대체로 신제 고등학교로 개편되었다.

## 조선의 고등보통학교 및 구제중학교

### 역사
1911년 <조선교육령>이 반포되고 그 해에 인가된 최초의 고등보통학교가 관립 경성고등보통학교다. 당시에 여러 민족지도자들이나 미국선교사들에 의해 기존에 설립되어 운영되던 보성, 휘문, 배재등의 사립 중등학교들은 고등보통학교로 인가받는데 경제적, 종교적 사정 등에 따라 훨씬 오랜 시간이 필요했다.
1938년 <조선교육령>이 개정되면서 일본인 학교와의 차별을 없애 내선일체를 도모한다는 취지로 고등보통학교의 명칭이 남녀학교 각각 5년제 중학교와 고등여학교로 승격됐다.
해방 후인 1946년 군정하에서 6년제 중학교로 개편되었다가 1951년 학제 개혁로 각각 3년제의 신제중학교와 신제고등학교로 분리 개편되어 지금에 이르고 있다.

### 목록

#### 초기의 고등보통학교 및 중학교
괄호안은 인가 년도
- 관립학교
  - 관립중학교(1900) → 관립한성고등학교(1906) → 경성고등보통학교(1911) → 경성제일고등보통학교(1921) → 경기공립중학교(1938) → 경기중학교[3][4]/경기고등학교
  - 경성중학교 (1910) 일본인 학교. 서울중학교[3]→ 서울고등학교
  - 용산중학교 (1917) 일본인 학교. 현 용산고등학교
  - 대전중학교 (1918) 일본인 학교. 현 대전고등학교
  - 평양고등보통학교
  - 대구고등보통학교 (1916) 경북중학교[5], 경북고등학교
  - 전주고등보통학교 (1919) 전주북중학교[6] → 전주고등학교
  - 경성여자고등보통학교 (1911) 경기여자중학교[6] →경기여자고등학교

- 공립
  - 부산공립중학교 (1913) 일본인 학교. 부산중학교[7], 부산고등학교
  - 경성제일공립고등여학교 (1908) 일본인 학교.

- 사립
  - 양정고등보통학교 (1913) 현 양정고등학교
  - 보성고등보통학교 (1917년 6월 30일 : 조선총독부 관보에 의함) 현 보성고등학교
  - 배재고등보통학교 (1916) 현 배재고등학교
  - 개성 송도고등보통학교 (1917) 현 인천 송도고등학교
  - 평양 광성고등보통학교 (1918) 현 서울 광성고등학교
  - 휘문고등보통학교 (1918) 현 휘문고등학교
  - 숙명여자고등보통학교 (1911) 현 숙명여자고등학교
  - 진명여자고등보통학교 (1912) 현 진명여자고등학교[8]
  - 개성 호수돈여자고등보통학교 (1918) 현 대전 호수돈여자고등학교
  - 이화여자고등보통학교 (1918) 현 이화여자고등학교[6]

#### 중기의 고등보통학교 및 중학교
- 관립
  - 대구중학교 (1921) 일본인학교. 현 대구중학교[9]
  - 광주중학교[10][11] (1923) 일본인학교. 광주동중학교[6]를 거쳐 현 광주고등학교
  - 광주고등보통학교 (1920) 광주서중학교[12][6][13]를 거쳐 현 광주제일고등학교
  - 경성제이고등보통학교 (1921) 경복중학교[3]→ 경복고등학교.
  - 청주고등보통학교 (1924) 現 청주고등학교

- 공립
  - 동래고등보통학교[14] (1922) 현 동래고등학교
  - 공주고등보통학교 (1922) 현 공주고등학교
  - 진주고등보통학교 (1925) 현 진주고등학교
  - 순천공립중학교[15][6] (1938) 現 순천고등학교
  - 인천부립중학교 (1935) 일본인 학교. 인천중학교[16], 제물포고등학교[17]
  - 경성제이공립고등여학교 (1922) 일본인 여학교. 수도여자중학교[6]→ 현 수도여자고등학교

- 사립
  - 중앙고등보통학교 (1921) 현 중앙고등학교
  - 오산고등보통학교 (1926) 평안북도 정주. 현 서울 오산고등학교

#### 태평양전쟁기 및 그 이후
- 공립
  - 경성욱구공립중학교 (1940) 한·일 공학. 경동중학교[6] → 경동고등학교
  - 부산제2공립중학교 (1942) 한·일 공학. 경남중학교[18], 경남고등학교
  - 경성제삼공립고등여학교 (1941) 일본인 학교. 현 창덕여자고등학교
  - 경성무학공립고등여학교 (1940) 한·일 공학. 현 무학여자고등학교[19]
  - 목포공립중학교 (1942) 한·일 공학. 목포중학교[6]→ 목포고등학교
  - 통영공립중학교 (1942) 한·일 공학, 현 통영고등학교, 통영중학교

#### 기타
- 경신중학교[20] (1946) 현 경신고등학교
- 중동중학교[21] (1946) 현 중동고등학교
- 성동중학교[22] (1949) 현 성동고등학교

## 같이 보기
- 구제고등학교 (舊制高等學校)
- 구제고등여학교 (舊制高等女學校)
- 구제전문학교 (舊制專門學校)
- 구제여자전문학교 (舊制女子專門學校)
- 구제대학 (舊制大學)

## 참고 문헌
- 한국민족문화대백과, 한국학중앙연구원